# Quint Fabià Memmi Simmac
Quint Fabià Memmi Simmac (en llatí Quintus Fabianus Memmius Symmachus) va ser un magistrat romà. Era fill de Quintus Aurelius Symmachus i de Rusticiana.
Igual que el seu pare, va exercir els càrrecs de qüestor, pretor i procònsol d'Àfrica, aquest darrer l'any 415. Potser tanmateix va ser cònsol, però no es pot assegurar, ja que no consta als Fasti. El 418 va ser molt probablement el prefecte de la ciutat.